# 林甸镇
林甸镇，是中华人民共和国黑龙江省大庆市林甸县下辖的一个乡镇级行政单位。

## 行政区划
林甸镇下辖以下地区：
东南社区、西南社区、东北社区、西北社区、东发村、长青村、东风村、合乡村、朝阳村、巨贤村、和平村、工农村、实验村和创造村。